# Пасинки (Більський повіт)
Пасинки (Пасинкі, пол. Pasynki) — село в Польщі, у гміні Більськ-Підляський Більського повіту Підляського воєводства. Населення — 98 осіб (2011).

## Історія
Вперше згадується 1576 року.
У 1975—1998 роках село належало до Білостоцького воєводства.

## Демографія
Демографічна структура станом на 31 березня 2011 року:
|          | Загалом | Допрацездатний вік | Працездатний вік | Постпрацездатний вік |
| -------- | ------- | ------------------ | ---------------- | -------------------- |
| Чоловіки | 48      | 2                  | 33               | 13                   |
| Жінки    | 50      | 4                  | 20               | 26                   |
| Разом    | 98      | 6                  | 53               | 39                   |

## Релігія
У селі міститься парафіяльна церква Народження святого Івана Христителя. На сільському цвинтарі розташована каплиця.